# Tim Ries
Tim Ries (geboren als Timothy M. Ries op 15 augustus 1959) is een Amerikaanse saxofonist (tenor en altsaxofoon), componist en arrangeur, die zowel in de rockmuziek als de jazz actief is. Hij toerde met The Rolling Stones en kwam met een jazz-interpretatie van bekende Stones-songs in 2005 en 2008.
Ries, die afstudeerde aan de University of Michigan en University of North Texas, speelde in de bigband van Maynard Ferguson en nam onder meer op met saxofonist en bandleider Bob Belden en Maria Schneider. In 1993 verscheen zijn eerste album, een plaat van een kwartet met Franck Amsallem, een jaar later gevolgd door een soloalbum waarop onder meer Amsallem, Randy Brecker en Joey Baron meespelen. In 1996 speelde hij ook mee op een plaat van Joe Henderson, die een Grammy kreeg. Ries was sessiemuzikant in de pop en rock (hij nam op met onder meer Paul Simon, Donald Fagen en Stevie Wonder) en in 1999 ging hij mee op een tour van de Rolling Stones. Ook bij de Stones-toer van 2003/2004 was hij van de partij en Ries besloot daarna jazz-arrangementen te schrijven voor bekende Stones-liedjes. Met deze interpretaties ging hij op tournee en Ries nam ze in 2005 ook op, met medewerking van onder andere de Stones zelf. Ries is echter nog steeds actief in de jazz: hij heeft bijvoorbeeld een saxofoonkwartet ('Prism Saxophone Quartet'), speelt met de East Gypsy Band en is assistent-jazz-professor aan de University of Toronto.

## Discografie
als leider:
- Regards (met Amsallem), Fram, 1993
- Imaginary Time, Moo, 1994
- Universal Spirits, Criss Cross, 1998
- Is That So (met Amsallem), Sunnyside, 1998
- Real Standard Time (Prism Quartet), Innova Recordings, 2000
- Alternate Side, Criss Cross, 2001
- The Rolling Stones Project, Concord, 2005
- Stones World: The Rolling Stones Project vol. 2, Sunnyside, 2008